# Cynoglossus senegalensis
Sole sénégalaise, Sole tropicale, Sole langue, Sole-langue sénégalaise
Espèce
Statut de conservation UICN

 NT  : Quasi menacé
Cynoglossus senegalensis, la Sole sénégalaise, Sole tropicale, Sole langue ou encore Sole-langue sénégalaise, est une espèce de poissons plats de la famille des Cynoglossidae qui se rencontre dans tous les milieux depuis l'eau douce jusqu'à l'eau de mer.

## Description
Cynoglossus senegalensis peut mesurer jusqu'à 66,5 cm de longueur totale mais sa taille habituelle est d'environ 25 cm. Son poids maximal enregistré est de 805 g.

## Répartition
Ce poisson se rencontre dans l'Atlantique est, depuis les côtes de la Mauritanie jusqu'à celles du centre de l'Angola. Il est présent entre 1 et 110 m de profondeur. Sur son aire de répartition, c'est l'espèce du genre Cynoglossus la plus répandue et notamment dans les lagunes côtières et les estuaires.

## Cynoglossus senegalensiset l'Homme
L'espèce Cynoglossus senegalensis est vendue congelée sous le nom de « filets de sole ».

## Systématique
Le nom valide complet (avec auteur) de ce taxon est Cynoglossus senegalensis (Kaup, 1858).
L'espèce a été initialement classée dans le genre Arelia sous le protonyme Arelia senegalensis Kaup, 1858,.
Ce taxon porte en français les noms vernaculaires ou normalisés suivants : Sole sénégalaise, Sole tropicale, Sole langue, Sole-langue sénégalaise.
Cynoglossus senegalensis a pour synonymes :
- Cynoglossus senegalensis simulator Chabanaud, 1949
- Arelia senegalensis Kaup, 1858
- Cynoglossus goreensis Steindachner, 1882
- Cynoglossus guineensis Osório, 1909

### Étymologie
Son épithète spécifique, composée de senegal et du suffixe latin -ensis, « qui vit dans, qui habite », fait référence aux côtes sénégalaises bien que sa localité type n'ait pas été mentionnée.

### Publication originale
- (de) J. Kaup, « Uebersicht der Plagusinae, der fünften Subfamilie der Pleuronectidae », Archiv für Naturgeschichte, Berlin, Nicolaische Verlags-Buchhandlung, vol. 24,‎ 1858, p. 105–110 (ISSN 0365-6136, OCLC 1481989, DOI 10.5962/BHL.PART.5287).